# Cantonul Argenton-sur-Creuse
Cantonul Argenton-sur-Creuse este un canton din arondismentul Châteauroux, departamentul Indre, regiunea Centru, Franța.

## Comune
- Argenton-sur-Creuse (reședință)
- Bouesse
- Celon
- Chasseneuil
- Chavin
- Le Menoux
- Mosnay
- Le Pêchereau
- Le Pont-Chrétien-Chabenet
- Saint-Marcel
- Tendu